# Phycomycetes
Phycomycetes é o nome botânico de uma subclasse, segundo o sistema de classificação de Wettstein.
Esta classe estava incluido no grupo dos Eumycetes, na classe Fungi, filo Euthallophyta.